# Dave Randall
Dave Randall (Memphis (Tennessee), 8 de mayo de 1967) es un extenista profesional estadounidense. Sus mayores éxitos se produjeron en dobles. Durante su carrera, ganó tres títulos en dobles y llegó al número 39 del ránquing de la ATP en 1994.

## Finales disputadas
Dobles (3 victorias, 8 derrotas)
| Resultado | W/L  | Fecha              | Torneo                   | Superficie    | Compañero        | Rivales                              | Resultado               |
| --------- | ---- | ------------------ | ------------------------ | ------------- | ---------------- | ------------------------------------ | ----------------------- |
| Victoria  | 1–0  | Febrero de 1992    | Scottsdale, EE. UU.      | Dura          | Mark Keil        | Kent Kinnear Sven Salumaa            | 4–6, 6–1, 6–2           |
| Derrota   | 1–1  | Abril de 1992      | Atlanta, U.S.            | Tierra batida | Mark Keil        | Steve DeVries David Macpherson       | 3–6, 3–6                |
| Victoria  | 2–1  | Febrero de 1993    | Scottsdale, EE. UU.      | Dura          | Mark Keil        | Luke Jensen Sandon Stolle            | 7–5, 6–4                |
| Derrota   | 2–2  | Septiembre de 1993 | Torneo de Basilea, Suiza | Dura          | Brad Pearce      | Byron Black Jonathan Stark           | 6–3, 5–7, 3–6           |
| Derrota   | 2–3  | Octubre de 1995    | Toulouse, Francia        | Dura          | Greg Van Emburgh | Jonas Björkman John-Laffnie de Jager | 6–7, 6–7                |
| Derrota   | 2–4. | Enero de 1996      | Jakarta, Indonesia       | Dura          | Kent Kinnear     | Rick Leach Scott Melville            | 1–6, 6–2, 1–6           |
| Derrota   | 2–5  | Abril de 1996      | Hong Kong                | Dura          | Kent Kinnear     | Patrick Galbraith Andrei Olhovskiy   | 3–6, 7–6, 6–7           |
| Victoria  | 3–5  | Mayo de 1997       | Coral Springs, U.S.      | Tierra batida | Greg Van Emburgh | Luke Jensen Murphy Jensen            | 6–7(2–7), 6–2, 7–6(7–2) |
| Derrota   | 3–6  | Junio de 1997      | Bolonia, Italia          | Tierra batida | Jack Waite       | Gustavo Kuerten Fernando Meligeni    | 2–6, 5–7                |
| Derrota   | 3–7  | Agosto de 1997     | Boston, EE. UU.          | Dura          | Jack Waite       | Jacco Eltingh Paul Haarhuis          | 4–6, 2–6                |
| Derrota   | 3–8  | Agosto de 1998     | Long Island, EE. UU.     | Dura          | Brandon Coupe    | Julian Alonso Javier Sánchez Vicario | 4–6, 4–6                |